# Upang Cemara
Upang Cemara is een bestuurslaag in het regentschap Banyuasin van de provincie Zuid-Sumatra, Indonesië. Upang Cemara telt 691 inwoners (volkstelling 2010).